# South Valley (Nowy Jork)
South Valley – miasto w Stanach Zjednoczonych, w stanie Nowy Jork, w hrabstwie Cattaraugus.